# Sanguine
Sanguine (на русский язык переводится как кровяной или тёмнокровяной) — нетрадиционная тинктура в английской геральдической системе.
В английской геральдической системе наряду с металлами, финифтями и мехами встречается особая группа второстепенных тинктур (англ. stain), куда включают и sanguine. Есть версия, что данная тинктура в Англии была изобретена, чтобы не смешивать «красный цвет» в королевских гербах, и «красный цвет» в гербах дворян, не связанных узами родства с королевской семьёй. Для последних случаев и использовался термин sanguine и более тёмный оттенок красного цвета. В настоящее время в английской геральдической системе не носит принижающего значения, но в гербах её можно найти чрезвычайно редко; в основном встречается в некоторых теоретических книгах по геральдике.
В некоторых книгах по геральдике sanguine трактуется, как «испачканный», «запятнанный» цвет, который встречается только в гербах «опороченных», «обесчещенных», чьи владельцы утратили былое благородство. Однако исторических примеров подобного использования данной тинктуры нет.

## Шраффировка
Встречаются различные варианты графического изображения sanguine: англичане и шотландцы обозначают его диагональными линиями, проведёнными с право налево, пересекающимися с горизонтальными.
В современной английский геральдике: показывается пересекающимися горизонтальными линиями, как лазурь, и диагональными линиями справа, как зелень. Может отождествляться с багрово-пурпурным («murrey»).

## Символика цвета
По мнению некоторых французских геральдистов, ранее у этого цвета в геральдике было несколько значений, причём в каждом из них он имел своё наименование:
- «кровавый» (англ. sanguine) — для простых дворян.
- «сардоникс» (англ. sandonyx) — для титулованных дворян.
- Геральдика:  - Медиафайлы на Викискладе
  - Портал «Геральдика»
«драконий хвост» (англ. sanguine) — для монарших особ.

Для окрашивания щитов использовали красную охру, которая так и называлась — сангина.